# 6569 Ondaatje
6569 Ondaatje eller 1993 MO är en asteroid i huvudbältet som upptäcktes den 22 juni 1993 av den amerikanska astronomen Jean Mueller vid Palomar-observatoriet. Den är uppkallad efter författaren Michael Ondaatje.
Den tillhör asteroidgruppen Amor.